# Louvroil
Louvroil is een gemeente in het Franse Noorderdepartement (Frans: département du Nord) (regio Hauts-de-France). De plaats maakt deel uit van het arrondissement Avesnes-sur-Helpe. Louvroil telde op 1 januari 2022 6.334 inwoners.

## Geografie
De oppervlakte van Louvroil bedroeg op 1 januari 2022 5,9 vierkante kilometer; de bevolkingsdichtheid was toen 1.073,6 inwoners per km².

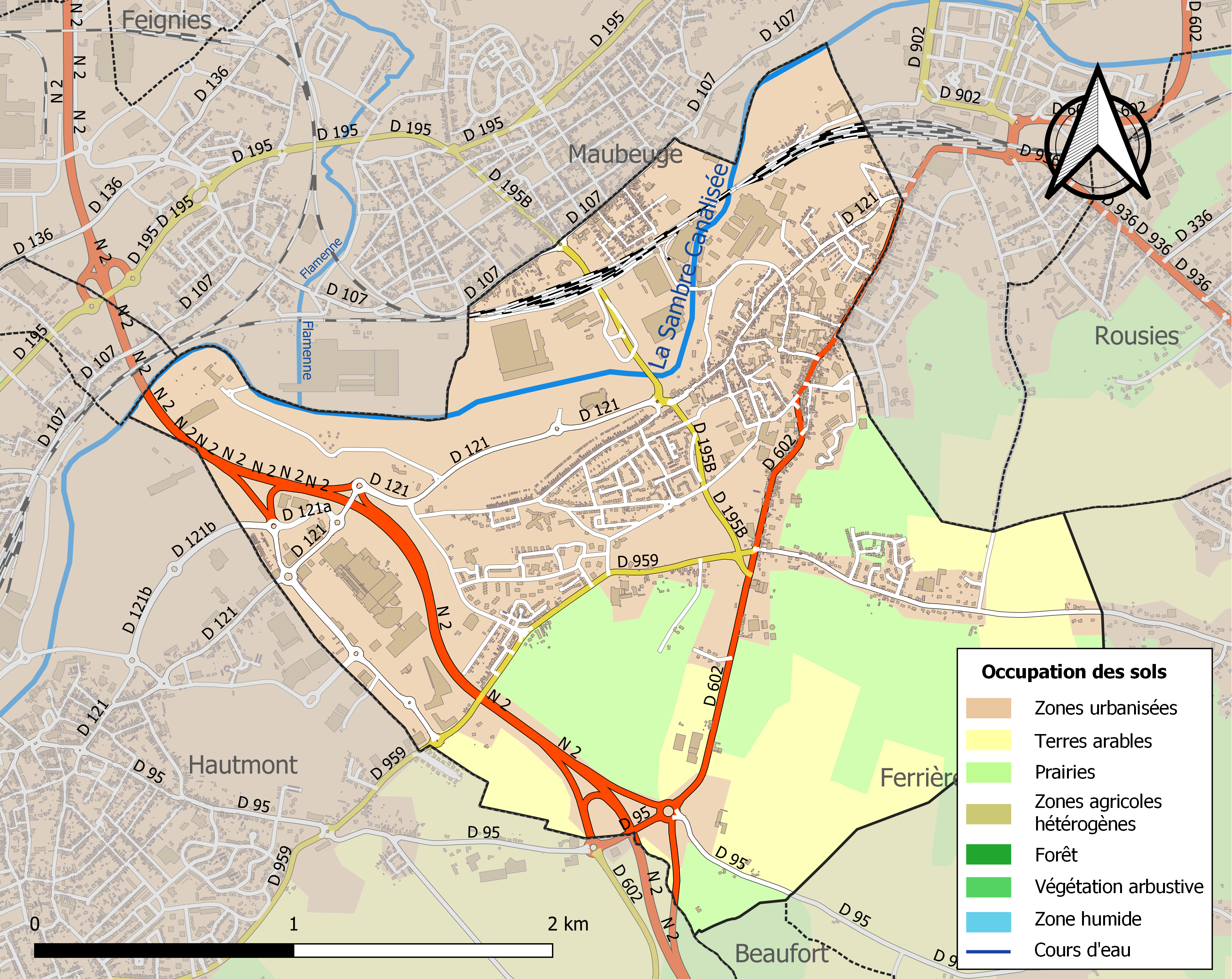
Kaart van de gemeente met belangrijkste infrastructuur, bodemgebruik en omliggende gemeenten

## Verkeer en vervoer
In de gemeente ligt spoorwegstation Louvroil.

## Demografie
Onderstaande figuur toont het verloop van het inwonertal (bron: INSEE-tellingen).

## Sport
Louvroil was één keer etappeplaats in wielerkoers Ronde van Frankrijk. In 1984 won de Fransman Marc Madiot er een rit.